# 峯村保雄
峯村 保雄（みねむら やすお、1948年11月 - ）は、日本の外交官。在カルガリー総領事を経てエルサルバドル駐箚特命全権大使。 

## 経歴・人物
新潟県新井市(現・妙高市）出身。新潟県立高田高等学校を経て、1972年（昭和47年）法政大学法学部を卒業し、外務省に入省した。1973年6月から英国アバディーン大学にて在外研修。外務本省では中南米局、国際連合局、北米局及び大臣官房に勤務、在外ではナイジェリア、米国（ニューヨーク、カンザスシティ）、サウディアラビア、オーストリア、パキスタン、シリア、インド、カナダ及びエルサルバドルに在勤。
- 1974年6月　在ナイジェリア大使館　三等書記官
- 1976年1月　在ニューヨーク総領事館 副領事
- 1978年8月　アメリカ局中南米第二課
- 1981年6月 　在サウディ・アラビア大使館 二等書記官
- 1983年7月　在オーストリア大使館 二等書記官
- 1985年10月　在パキスタン大使館 一等書記官
- 1989年6月　国際連合局社会協力課 課長補佐
- 1993年2月　在パキスタン大使館 参事官
- 1996年６月　在カンザス・シティ総領事館 首席領事
- 1998年12月　在シリア大使館 参事官(次席)
- 2001年4月　在インド大使館 参事官
- 2003年3月　北米局北米第一課 地域調整官
- 2004年8月　中南米局カリブ室長
- 2005年12月　大臣官房福利厚生室長
- 2008年3月　在カルガリー総領事館 総領事
- 2011年3月　エルサルバドル共和国駐箚特命全権大使
- 2013年10月　依願退官
- 2015年5月　株式会社霞友サービス 代表取締役社長
- 2023年5月　同退職
- 2013年6月　ホセ・マティアス・デルガド国家勲章「プラタ・デ・プラタ大十字勲章」受章
- 2023年4月　瑞宝中綬章受章[1]

## 同期
- 天野之弥（09年国際原子力機関事務局長・05年在ウィーン国際機関日本政府代表部大使）
- 小松一郎（13年内閣法制局長官・11年駐フランス大使・08年駐スイス大使・05年外務省国際法局長・03年外務省欧州局長）
- 武藤正敏（10年駐韓大使・07年駐クウェート大使）
- 小島誠二（12年関西担当大使・10年駐タイ大使・09年儀典長・08年科学技術協力担当大使・06年駐パキスタン大使）
- 神余隆博（12年関西学院大学副学長・08年駐ドイツ大使・06年国連大使（次席））
- 高橋文明（09年駐スペイン大使・03年駐カンボジア大使）
- 野本佳夫（08年駐スロバキア大使）
- 石栗勉（京都外国語大学教授・国連アジア太平洋平和軍縮センター所長）
- 石川薫（日本国際フォーラム研究本部長・10年駐カナダ大使・07年駐エジプト大使・05年外務省経済局長）
- 伊藤誠（10年駐ブルガリア大使・06年駐タンザニア大使）
- 近藤誠一（10年文化庁長官・08年駐デンマーク大使・06年ユネスコ大使）
- 橋広治（10年駐パプアニューギニア大使）
- 肥塚隆（13年迎賓館長・10年駐オランダ大使・07年宮内庁式部副長・04年駐ホンジュラス大使）
- 山口英一（10年駐バチカン大使・07年駐コスタリカ大使）
- 横田順子（10年駐ラオス大使）
- 佐藤英夫（11年駐イスラエル大使・09年駐バーレーン大使・08年駐アフガニスタン大使）
- 二階尚人（14年駐チリ大使・11年駐ガーナ大使）
- 松原昭（12年駐マリ大使）
- 荒木喜代志（11年駐トルコ大使・09年COP10担当大使・08年国際テロ対策担当大使）